# Cozla (okręg Sălaj)
Cozla – wieś w Rumunii, w okręgu Sălaj, w gminie Letca. W 2011 roku liczyła 254 mieszkańców.